# Karl Günther
Pour les articles homonymes, voir Günther.
Karl Günther (né le 15 novembre 1885 à Vienne, mort le 27 juin 1951 dans la même ville) est un acteur autrichien.

## Biographie
Karl Günther joue après sa formation dans différents théâtres à Berlin, Hambourg, Munich et Dresde. Il est plus tard engagé à Vienne au Volkstheater et au Theater in der Josefstadt.
Il commence sa carrière au cinéma en 1920, mais c'est à partir de Burgtheater qu'il devient connu du grand public. Il joue alors les acteurs élégants ou les nobles, les officiers ou les dirigeants, souvent avec un caractère antipathique.

## Filmographie
| - 1920 : Der Staatsanwalt - 1922 : Ihr Kammerdiener - 1922 : L'Appel du destin - 1924 : Moderne Laster - 1926 : Die Königin von Moulin Rouge de Robert Wiene - 1931 : Das gelbe Haus des King-Fu - 1934 : Aufforderung zum Tanz - 1934 : Besuch am Abend - 1935 : Lady Windermeres Fächer - 1935 : Wer wagt – gewinnt - 1935 : Ein Walzer um den Stephansturm - 1936 : Burgtheater - 1937 : Première - 1937 : Alarm in Peking - 1937 : Andere Welt - 1937 : Die Umwege des schönen Karl - 1937 : Le Charme de la Bohème - 1938 : Le Mystère de la treizième chaise - 1938 : Dreiklang - 1938 : Gauner im Frack - 1938 : Geheimzeichen LB 17 - 1938 : Le Chant du désert - 1938 : Preußische Liebesgeschichte - 1938 : Amour et flirt - 1939 : Hotel Sacher - 1939 : Maria Ilona - 1939 : Waldrausch - 1940 : Ritorno - 1940 : Étoile de Rio - 1940 : Musique de rêve - 1941 : La Belle Diplomate (Frauen sind doch bessere Diplomaten) de Georg Jacoby - 1941 : Die Kellnerin Anna - 1941 : Le Chemin de la liberté - 1941 : Wetterleuchten um Barbara - 1941 : Der Fall Rainer - 1941 : Le Grand Roi | - 1941 : Vom Schicksal verweht - 1942 : Andreas Schlüter - 1942 : Tragédie au cirque - 1942 : Der Ochsenkrieg - 1943 : Ein Mann mit Grundsätzen? - 1943 : Lumière dans la nuit (de) - 1943 : Der zweite Schuß - 1944 : Die Affäre Rödern - 1944 : Herr Sanders lebt gefährlich - 1944 : Hundstage - 1944 : Nora - 1944 : Spiel mit der Liebe - 1945 : Der Puppenspieler - 1945 : Rätsel der Nacht - 1948 : Das andere Leben - 1948 : Der Engel mit der Posaune - 1948 : Der Herr Kanzleirat - 1948 : Valse céleste - 1948 : La Reine de la route - 1948 : Ein Mann gehört ins Haus - 1949 : Angela - 1949 : Eroïca - 1949 : Amour d'enfer - 1949 : Liebe Freundin - 1949 : Münchnerinnen - 1949 : Rosen der Liebe - 1949 : Schuß um Mitternacht - 1949 : Das Siegel Gottes - 1950 : Cordula - 1950 : Großstadtnacht - 1950 : Prämien auf den Tod - 1951 : Le Paysan allègre - 1951 : Amour démoniaque - 1951 : Vienne d'autrefois |

## Source de la traduction
- (de) Cet article est partiellement ou en totalité issu de l’article de Wikipédia en allemand intitulé « Carl Günther (Schauspieler, 1885) » (voir la liste des auteurs).